# Musée Réattu

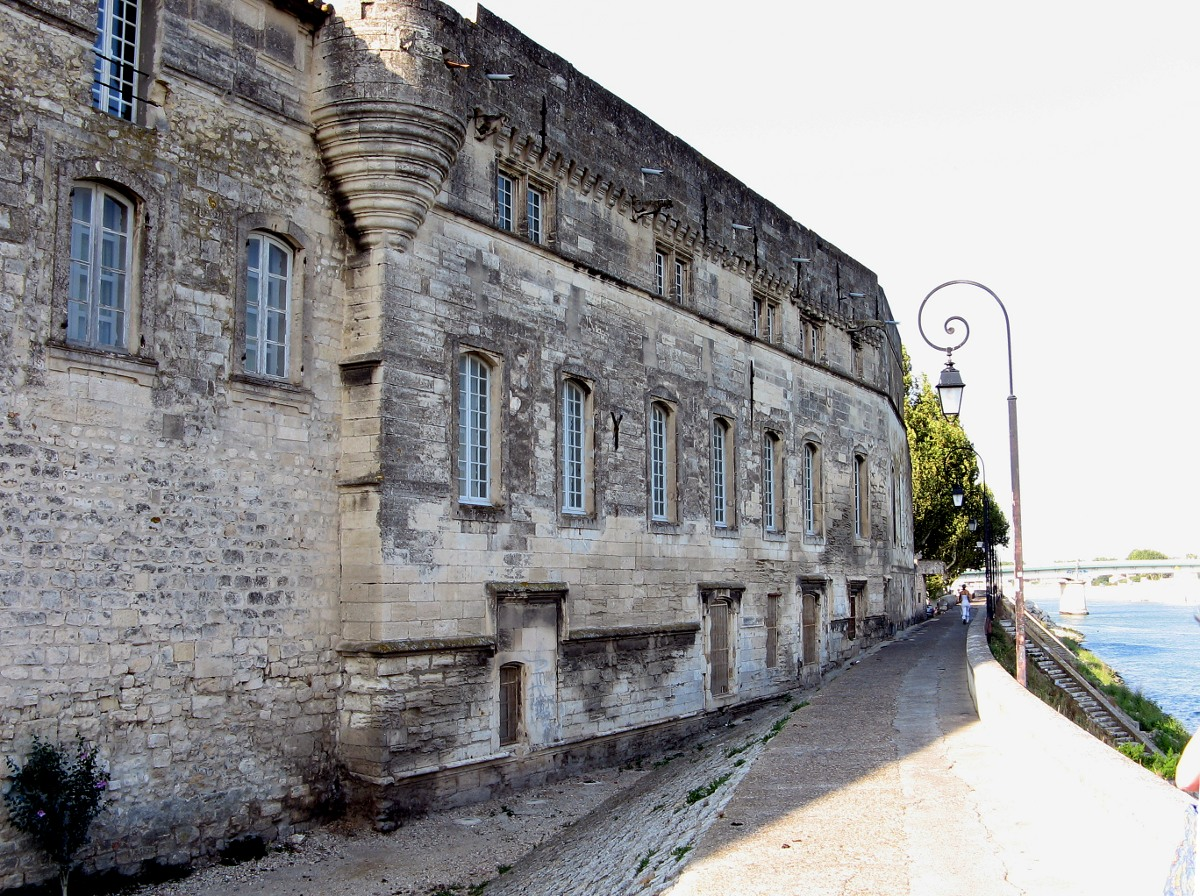
Musée Réattu (Nordfassade)

Das Musée Réattu ist ein Kunstmuseum in Arles. Es befindet sich in dem alten Priorssitz des Johanniterordens Provenzalischer Sprache am Ufer der Rhone.

## Sammlungen

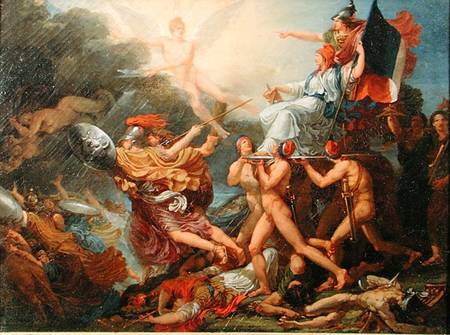
Jacques Réattu: Die Freiheit reist um die Welt

Das Museum beherbergt die Werke des französischen Malers Jacques Réattu (1760–1833), dessen Namen es trägt. Es ist außerhalb Frankreichs vor allem für seine Sammlung von Picasso-Zeichnungen bekannt, die eine ganze Etage füllen.
Das Musée Réattu beschränkt sich in seinen Sammlungen nicht auf Malerei allein, sondern widmet sich auch Architektur, Fotografie und Klangkunst und zeigt in seinem Hause auch Wechselausstellungen zu diesen Themen.
Bestandteil der umfangreichen Fotografiesammlung ist die Collection des rencontres, eine Dokumentation der Fotografen, die seit 1976 an den Rencontres d’Arles teilgenommen. Die aus Schenkungen entstandene Sammlung umfasst inzwischen 3500 Arbeiten von 470 Fotografen (Stand 2022).

## Ausstellungen
- 2005: Jean-Claude Gautrand: Le Camp de Natzwiller-Struthof (KZ Natzweiler-Struthof). Katalog.